# Чемпіонат України з легкої атлетики 2004
Чемпіонат України з легкої атлетики 2004 був проведений 3-6 липня в Ялті на стадіоні «Авангард».
Формат проведення основного чемпіонату проходив у дві стадії. Право виступати у фінальній першості в Ялті атлети виборювали на зональних змаганнях, які проходили 8-9 червня в Харкові та Ужгороді, а також 12-13 червня — в Києві та Миколаєві.

## Основний чемпіонат

### Чоловіки
| Дисципліни                | Золото                                     | Золото   | Срібло                                      | Срібло   | Бронза                                         | Бронза   |
| ------------------------- | ------------------------------------------ | -------- | ------------------------------------------- | -------- | ---------------------------------------------- | -------- |
| 100 метрів                | Анатолій Довгаль Харківська область        | 10,32    | Костянтин Васюков Донецька область          | 10,34    | Олександр Кайдаш Харківська область            | 10,45    |
| 200 метрів                | Дмитро Глущенко Харківська область         | 20,75    | Олексій Рачковський Житомирська область     | 21,40    | Дмитро Островський Хмельницька область         | 21,50    |
| 400 метрів                | Андрій Твердоступ Харківська область       | 46,08    | Володимир Демченко Дніпропетровська область | 46,16    | Михайло Книш Вінницька область                 | 46,26    |
| 800 метрів                | Андрій Томілін Кіровоградська область      | 1.48,20  | Володимир Ковалик Івано-Франківська область | 1.48,22  | Олександр Осмолович Житомирська область        | 1.48,25  |
| 1500 метрів               | Іван Гешко Хмельницька область             | 3.44,49  | Василь Цикало Львівська область             | 3.47,91  | Максим Жудін Житомирська область               | 3.48,15  |
| 5000 метрів               | Сергій Лебідь Донецька область             | 13.38,39 | Дмитро Барановський Київська область        | 13.49,60 | Олександр Сітковський Дніпропетровська область | 14.01,35 |
| 10000 метрів              | Василь Матвійчук Хмельницька область       | 28.18,18 | Ігор Гелетій Івано-Франківська область      | 29.18,31 | Василь Ремщук Вінницька область                | 29.19,63 |
| 110 метрів з бар'єрами    | Сергій Демидюк Київ                        | 13,60    | Володимир Овчаров Київ                      | 14,08    | В'ячеслав Варда Київ                           | 14,27    |
| 400 метрів з бар'єрами    | Геннадій Горбенко Дніпропетровська область | 49,57    | Роман Воронько Дніпропетровська область     | 50,50    | Андрій Фатєєв Дніпропетровська область         | 51,34    |
| 3000 метрів з перешкодами | Вадим Слободенюк Рівненська область        | 8.27,01  | Юрій Гичун Рівненська область               | 8.31,68  | Сергій Редько Рівненська область               | 8.34,38  |
| Стрибки у висоту          | Андрій Соколовський Вінницька область      | 2,30     | Руслан Гливинський Одеська область          | 2,20     | Юрій Кримаренко Київ                           | 2,20     |
| Стрибки з жердиною        | Руслан Єременко Київська область           | 5,70     | Олександр Корчмід Київська область          | 5,70     | Артем Матієнко Донецька область                | 5,50     |
| Стрибки в довжину         | Володимир Зюськов Донецька область         | 8,02     | Валерій Васильєв Сумська область            | 7,86     | Олексій Лукашевич Дніпропетровська область     | 7,75     |
| Потрійний стрибок         | Віктор Ястребов Київ                       | 17,11    | Микола Саволайнен Київ                      | 16,95    | Владислав Горбенко Дніпропетровська область    | 16,52    |
| Штовхання ядра            | Роман Вірастюк Івано-Франківська область   | 19,73    | Андрій Бородкін Донецька область            | 19,47    | Юрій Пархоменко Київ                           | 19,05    |
| Метання диска             | Кирило Чупринін Волинська область          | 60,50    | Станіслав Нестеровський Херсонська область  | 60,33    | Сергій Пругло АР Крим                          | 55,31    |
| Метання молота            | Артем Рубанко Київська область             | 77,30    | Олександр Крикун Черкаська область          | 76,81    | Вадим Грабовий Дніпропетровська область        | 73,60    |
| Метання списа             | Олег Стаценко Харківська область           | 72,76    | Віктор Міщук Волинська область              | 67,77    | Василь Дубовський Волинська область            | 66,47    |

### Жінки
| Дисципліни                | Золото                                      | Золото   | Срібло                                   | Срібло   | Бронза                                    | Бронза   |
| ------------------------- | ------------------------------------------- | -------- | ---------------------------------------- | -------- | ----------------------------------------- | -------- |
| 100 метрів                | Ірина Кожемякіна Харківська область         | 11,43    | Тетяна Ткаліч Харківська область         | 11,55    | Оксана Кайдаш Харківська область          | 11,56    |
| 200 метрів                | Марина Майданова Харківська область         | 23,00    | Анжела Кравченко Донецька область        | 23,10    | Ірина Штангеєва Донецька область          | 23,77    |
| 400 метрів                | Антоніна Єфремова Донецька область          | 50,74    | Наталія Пигида Київська область          | 51,44    | Оксана Ілюшкіна Миколаївська область      | 51,60    |
| 800 метрів                | Тетяна Петлюк Київ                          | 1.59,92  | Тамара Твердоступ Харківська область     | 2.00,76  | Юлія Кревсун Донецька область             | 2.01,09  |
| 1500 метрів               | Ірина Ліщинська Донецька область            | 4.05,22  | Неля Непорадна Івано-Франківська область | 4.06,20  | Наталія Тобіас Донецька область           | 4.07,06  |
| 5000 метрів               | Марина Дуброва Київська область             | 15.39,03 | Тетяна Головченко Сумська область        | 15.42,43 | Оксана Скляренко Дніпропетровська область | 16.19,71 |
| 10000 метрів              | Наталія Беркут Київська область             | 32.21,08 | Олеся Дубовик Тернопільська область      | 33.53,48 | Тетяна Гладир Миколаївська область        | 33.59,13 |
| 100 метрів з бар'єрами    | Олена Красовська Київ                       | 13,02    | Тетяна Ладовська Київська область        | 13,52    | Євгенія Снігур Харківська область         | 13,81    |
| 400 метрів з бар'єрами    | Анастасія Рабченюк Дніпропетровська область | 56,39    | Марія Іванова Кіровоградська область     | 56,98    | Оксана Волосюк Дніпропетровська область   | 57,11    |
| 3000 метрів з перешкодами | Валерія Мара АР Крим                        | 10.15,47 | Олена Шурхно Донецька область            | 10.19,19 | Оксана Ілютчик Херсонська область         | 10.32,28 |
| Стрибки у висоту          | Віта Стьопіна Запорізька область            | 1,99     | Інга Бабакова Миколаївська область       | 1,97     | Ірина Михальченко Київ                    | 1,90     |
| Стрибки з жердиною        | Анжела Балахонова Київ                      | 4,57     | Наталія Кущ Донецька область             | 4,20     | Людмила Вайленко Донецька область         | 4,00     |
| Стрибки в довжину         | Вікторія Молчанова Харківська область       | 6,48     | Катерина Чернявська Харківська область   | 6,35     | Оксана Зубковська Київ                    | 6,34     |
| Потрійний стрибок         | Олена Говорова Київ                         | 14,35    | Тетяна Щуренко Київ                      | 14,11    | Тетяна Бочарова Казахстан                 | 13,55    |
| Штовхання ядра            | Оксана Захарчук Київська область            | 17,74    | Тетяна Насонова Херсонська область       | 17,20    | Світлана Сакун Чернігівська область       | 16,38    |
| Метання диска             | Олена Антонова Дніпропетровська область     | 63,92    | Наталія Фокіна Донецька область          | 61,08    | Вікторія Бойко Донецька область           | 55,95    |
| Метання молота            | Ірина Секачова Київська область             | 70,41    | Наталія Золотухіна Черкаська область     | 65,95    | Марина Резанова Київ                      | 62,55    |
| Метання списа             | Тетяна Ляхович Івано-Франківська область    | 60,48    | Ольга Іванкова Харківська область        | 58,95    | Ганна Сластіна Миколаївська область       | 57,80    |

## Інші чемпіонати
Крім основного чемпіонату, протягом року в різних містах України також були проведені чемпіонати України в окремих дисциплінах легкої атлетики серед дорослих:
- 6-7 лютого — зимовий чемпіонат з легкоатлетичних метань (диск, молот, спис) (Ялта)
- 11 березня — весняний чемпіонат з кросу (Євпаторія)
- 13 березня — зимовий чемпіонат з шосейної спортивної ходьби серед чоловіків (дистанції 20 та 30 кілометрів) та жінок (20 кілометрів) (Євпаторія)
- 11-12 червня — чемпіонат з багатоборств (Київ)
- 13 червня — чемпіонат з гірського бігу (Севастополь)
- 24 серпня — чемпіонат з напівмарафону (Київ)
- 2-3 жовтня — чемпіонат з шосейної спортивної ходьби серед чоловіків (дистанції 20 та 50 кілометрів) та жінок (20 кілометрів) (Івано-Франківськ)
- 9 жовтня — чемпіонат з марафонського бігу (Євпаторія)
- 30-31 жовтня — осінній чемпіонат з кросу (Кіровоград)

### Чоловіки
| Дисципліни                     | Золото                                     | Золото  | Срібло                            | Срібло  | Бронза                                   | Бронза  |
| ------------------------------ | ------------------------------------------ | ------- | --------------------------------- | ------- | ---------------------------------------- | ------- |
| Напівмарафон                   | Василь Матвійчук Хмельницька область       | 1:05.04 | Василь Ремщук Вінницька область   | 1:06.01 | Олександр Кузін Дніпропетровська область | 1:06.16 |
| Марафон                        | Сергій Крижко Запорізька область           | 2:21.39 |                                   |         |                                          |         |
| Ходьба 20 кілометрів (зимовий) | Андрій Ковенко Вінницька область           | 1:25.21 | Артем Вальченко Київська область  | 1:26.43 | Іван Луцик Волинська область             | 1:29.28 |
| Ходьба 20 кілометрів           | Андрій Юрін Київська область               | 1:25.06 | Андрій Ковенко Вінницька область  | 1:26.44 |                                          |         |
| Ходьба 30 кілометрів (зимовий) | Андрій Юрін Київська область               | 2:11.18 | Юрій Бурбан Львівська область     | 2:17.45 | Олексій Шелест Сумська область           | 2:21.47 |
| Ходьба 50 кілометрів           | Олексій Шелест Сумська область             | 4:05.28 | Олексій Казанін Київська область  | 4:17.22 | Юрій Бурбан Львівська область            | 4:17.54 |
| Метання диска (зимовий)        | Станіслав Нестеровський Херсонська область | 59,92   | Андрій Ткачук Запорізька область  | 57,90   | Сергій Пругло АР Крим                    | 57,20   |
| Метання молота (зимовий)       | Артем Рубанко Київ                         | 78,77   | Владислав Піскунов АР Крим        | 77,22   | Ігор Тугай Київська область              | 73,13   |
| Метання списа (зимовий)        | Олег Стаценко Харківська область           | 71,50   | Віктор Міщук Волинська область    | 69,70   | Володимир Петриченко АР Крим             | 68,74   |
| Десятиборство                  | Олександр Юрков Київська область           | 7805    | Сергій Блонський Київська область | 7794    | Юрій Блонський Київська область          | 7518    |
| Гірський біг                   |                                            |         |                                   |         |                                          |         |
| Крос (весняний)                |                                            |         |                                   |         |                                          |         |
| Крос (осінній)                 |                                            |         |                                   |         |                                          |         |

### Жінки
| Дисципліни                     | Золото                                 | Золото  | Срібло                                 | Срібло  | Бронза                          | Бронза  |
| ------------------------------ | -------------------------------------- | ------- | -------------------------------------- | ------- | ------------------------------- | ------- |
| Напівмарафон                   | Тетяна Гладир Миколаївська область     | 1:14.35 | Валентина Полтавська Одеська область   | 1:16.56 | Ілона Барванова АР Крим         | 1:18.29 |
| Марафон                        | Катерина Стеценко Київ                 | 2:46.08 | Наталія Дмитрієва Миколаївська область | 3:08.59 |                                 |         |
| Ходьба 20 кілометрів (зимовий) | Віра Зозуля Тернопільська область      | 1:30.22 | Людмила Єгорова Сумська область        | 1:33.14 | Барбора Дібелкова Чехія         | 1:33.16 |
| Ходьба 20 кілометрів           | Віра Зозуля Тернопільська область      | 1:37.12 | Надія Прокопук Волинська область       | 1:37.36 | Людмила Єгорова Сумська область | 1:38.38 |
| Метання диска (зимовий)        | Наталія Фокіна Донецька область        | 57,70   |                                        |         |                                 |         |
| Метання молота (зимовий)       | Інна Саєнко Київська область           | 65,90   | Марина Резанова Київська область       | 64,92   | Наталія Зледенна Київ           | 59,73   |
| Метання списа (зимовий)        | Ганна Сластіна Миколаївська область    | 53,50   | Надія Кобрин Донецька область          | 50,40   |                                 |         |
| Семиборство                    | Юлія Акуленко Дніпропетровська область | 6203    | Марина Брєзгіна Харківська область     | 5905    |                                 |         |
| Гірський біг                   |                                        |         |                                        |         |                                 |         |
| Крос (весняний)                |                                        |         |                                        |         |                                 |         |
| Крос (осінній)                 |                                        |         |                                        |         |                                 |         |